# Al-Qadarif (delstat)
al-Qadarif (arabiska القضارف, al-Qaḑārif) är en av Sudans delstater (wilayat) och är belägen i den östra delen av landet, med gräns mot både Etiopien och Eritrea. Den administrativa huvudorten är al-Qadarif, och befolkningen uppgick till 1,3 miljoner invånare vid folkräkningen 2008. Andra orter i delstaten är al-Faw, al-Hawatah, al-Fashaqah, Doka, Qala'-an-Nahl och al-Mafazah.